# Alfonso di Braganza

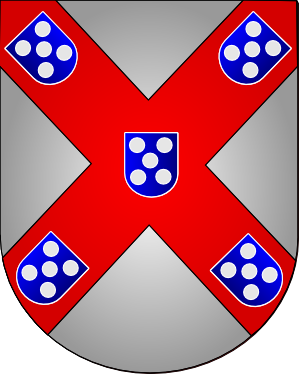
Bandiera del padre, Alfonso I duca di Braganza

Alfonso di Braganza o Alfonso del Portogallo-Braganza (in portoghese: Afonso de Bragança; Lisbona, 1402 – Tomar, 9 agosto 1460), conte di Ourém dal 1431 e marchese di Valença dal 1451 fino alla sua morte.

## Origine familiare
Era il figlio primogenito del futuro duca di Braganza, Alfonso (figlio naturale del re del Portogallo João I o Giovanni I d'Aviz e della sua amante, Inés Pires) e di Beatriz Pereira de Alvim, l'unica figlia di Nuno Álvares Pereira, conestabile del regno e conte di Arraiolos, Barcelos e Ourém, e di sua moglie Leonor de Alvim.

## Biografia
Nel 1412, rimase orfano di madre.
Nel 1431, alla morte del nonno materno, Nuno Álvares Pereira, ereditò la contea di Ourém.
Nel 1433, alla morte del nonno paterno, sul trono del Portogallo, salì il fratellastro di suo padre, Edoardo, con cui ebbe un ottimo rapporto, tanto che nel 1434, il re decise di inviarlo come osservatore al Concilio di Basilea.
Alfonso, accompagnato dal vescovo di Porto e altri prelati, partì il 21 gennaio da Lisbona e raggiunse Bologna, dove fu accolto dal cardinal Cusano, con il quale strinse un forte legame d'amicizia. Il 24 luglio dello stesso anno, si schierò col papa Eugenio IV e poi lo seguì a Ferrara e quindi a Firenze, dove, nel luglio 1439, venne proclamata un'unione con la Chiesa ortodossa.
Nel frattempo, nel 1437, pur non approvando il tentativo della conquista di Tangeri, fortemente voluta dagli zii Enrico il Navigatore e Ferdinando, detto Fernando il Santo, partecipò all'impresa che si concluse in un disastro.
Lasciata Firenze, nel 1439, prima di tornare in Portogallo, fece un pellegrinaggio in Palestina
Dopo la morte, per peste, di Edoardo (1438), durante la reggenza della regina madre, Eleonora per il figlio minorenne, Alfonso V detto l'Africano, suo padre, Alfonso di Braganza si schierò apertamente con Eleonora, che veniva contestata, in quanto straniera, sia dalla nobiltà che dalla borghesia cittadina, mentre il fratellastro del padre, Pietro, duca di Coimbra veniva proposto come reggente.
Dopo che le cortes, nel dicembre del 1439, si pronunciarono a favore di Pietro, che, dall'inizio del 1440, esercitò la reggenza, i rapporti tra Alfonso di Braganza e Pietro non furono molto buoni, arrivando quasi ad uno scontro armato a Mesão Frio sulle sponde del Duero. Lo scontro fu evitato per merito di Alfonso, che si frappose tra i due schieramenti convincendo padre e zio a più miti consigli.
Nel frattempo Alfonso si era sposato segretamente con Beatrice de Sousa, figlia di Martin Afonso de Sousa, signore di Mortagua. Beatrice fu chiamata «concubina di Alfonso del Portogallo-Braganza, Marchese di Valença».
Nel corso del 1442 il reggente, Pietro cercò una riconciliazione col fratellastro, Alfonso di Braganza, creandolo il 30 dicembre dello stesso anno, primo duca di Braganza (confermandolo così il nobile più ricco e potente del regno), ed il figlio, Alfonso, sembra si prodigasse per mantenere buoni rapporti a corte.
Sino a che, Alfonso V, che aveva raggiunto la maggior età nel 1446, dal 9 giugno del 1448, cominciò a governare direttamente senza più bisogno della reggenza dello zio Pietro, si arrivò alla rottura che sfociò in una guerra aperta, che si concluse con la battaglia d'Alfarrobeira, nelle vicinanze di Vila Franca de Xira, dove il duca di Coimbra, Pietro, perse la vita.
Alfonso contribuì notevolmente allo sviluppo di Ourém, con nuove costruzioni e l'ampliamento del castello, costruendo i torrioni e la nuova residenza del conte.
Il re Alfonso V, nel 1451, gli fece dono del marchesato di Valença e poi gli affidò la missione di accompagnare a Roma la principessa Eleonora, sorella del re e sua cugina.
Alfonso partì da Lisbona il 20 ottobre del 1451 come generale della armata che condusse la principessa a Livorno; da lì poi passando per Siena arrivarono a Roma, dove la principessa sposò l'imperatore del Sacro Romano Impero, Federico III e poi, col suo sposo, fu incoronata da papa Niccolò V. E Alfonso fu armato cavaliere dall'imperatore.
Alfonso morì nel 1460, pochi mesi prima di ereditare il ducato di Braganza e diventare l'uomo più potente del Portogallo. Fu tumulato nella collegiata di Ourém, che lui aveva fatto costruire.
Dopo la sua morte, la contea di Ourém andò al fratello, Fernando.

## Discendenza
Alfonso dalla moglie, Beatrice, ebbe un figlio:
- Alfonso del Portogallo (1440 - 1522), vescovo di Évora, e vescovo di Elvas.

## Ascendenza
|                           |                          |                             | Genitori                  |  |  | Nonni |  |  | Bisnonni                |  |  | Trisnonni                 |  |
|                           |                          |                             |                           |  |  |       |  |  | Pietro I del Portogallo |  |  | Alfonso IV del Portogallo |  |
|                           |                          |                             |                           |  |  |       |  |  | Pietro I del Portogallo |  |  | Alfonso IV del Portogallo |  |
|                           |                          | Beatrice di Castiglia       |                           |  |  |       |  |  | Pietro I del Portogallo |  |  |                           |  |
| Giovanni I del Portogallo |                          |                             |                           |  |  |       |  |  | Pietro I del Portogallo |  |  |                           |  |
|                           |                          | Teresa Lourenço             | Lourenço Martins de Praza |  |  |       |  |  |                         |  |  |                           |  |
|                           |                          | Teresa Lourenço             | Lourenço Martins de Praza |  |  |       |  |  |                         |  |  |                           |  |
|                           |                          | Teresa Lourenço             | Sancha Martins            |  |  |       |  |  |                         |  |  |                           |  |
| Alfonso I di Braganza     |                          | Teresa Lourenço             |                           |  |  |       |  |  |                         |  |  |                           |  |
|                           |                          | Pero Esteves                | …                         |  |  |       |  |  |                         |  |  |                           |  |
|                           |                          | Pero Esteves                | …                         |  |  |       |  |  |                         |  |  |                           |  |
|                           |                          | Pero Esteves                | …                         |  |  |       |  |  |                         |  |  |                           |  |
| Inês Pires                |                          | Pero Esteves                |                           |  |  |       |  |  |                         |  |  |                           |  |
|                           |                          | Maria Anes                  | …                         |  |  |       |  |  |                         |  |  |                           |  |
|                           |                          | Maria Anes                  | …                         |  |  |       |  |  |                         |  |  |                           |  |
|                           |                          | Maria Anes                  | …                         |  |  |       |  |  |                         |  |  |                           |  |
| Alfonso di Braganza       |                          | Maria Anes                  |                           |  |  |       |  |  |                         |  |  |                           |  |
|                           | Álvaro Gonçalves Pereira | …                           |                           |  |  |       |  |  |                         |  |  |                           |  |
|                           | Álvaro Gonçalves Pereira | …                           |                           |  |  |       |  |  |                         |  |  |                           |  |
|                           | Álvaro Gonçalves Pereira | …                           |                           |  |  |       |  |  |                         |  |  |                           |  |
| Nuno Álvares Pereira      | Álvaro Gonçalves Pereira |                             |                           |  |  |       |  |  |                         |  |  |                           |  |
|                           |                          | Iria Gonçalves do Carvalhal | …                         |  |  |       |  |  |                         |  |  |                           |  |
|                           |                          | Iria Gonçalves do Carvalhal | …                         |  |  |       |  |  |                         |  |  |                           |  |
|                           |                          | Iria Gonçalves do Carvalhal | …                         |  |  |       |  |  |                         |  |  |                           |  |
| Beatrice Pereira de Alvim |                          | Iria Gonçalves do Carvalhal |                           |  |  |       |  |  |                         |  |  |                           |  |
|                           |                          | …                           | …                         |  |  |       |  |  |                         |  |  |                           |  |
|                           |                          | …                           | …                         |  |  |       |  |  |                         |  |  |                           |  |
|                           |                          | …                           | …                         |  |  |       |  |  |                         |  |  |                           |  |
| Leonor de Alvim           |                          | …                           |                           |  |  |       |  |  |                         |  |  |                           |  |
|                           |                          | …                           | …                         |  |  |       |  |  |                         |  |  |                           |  |
|                           |                          | …                           | …                         |  |  |       |  |  |                         |  |  |                           |  |
|                           |                          | …                           | …                         |  |  |       |  |  |                         |  |  |                           |  |
|                           |                          | …                           |                           |  |  |       |  |  |                         |  |  |                           |  |